# Association Sportive Cannes Volley-Ball 2013-2014 (maschile)
Questa voce raccoglie le informazioni riguardanti l'Association Sportive Cannes Volley-Ball nelle competizioni ufficiali della stagione 2013-2014.

## Organigramma societario
Area direttiva
- Presidente: François Mauro di Mauri

Area tecnica
- Allenatore: Igor Kolaković
- Allenatore in seconda: Christophe Meneau, Philippe Jungling

## Rosa
| N° | Nome               | Ruolo | Data di nascita   | Nazionalità sportiva |
| -- | ------------------ | ----- | ----------------- | -------------------- |
| 1  | Dimitrii Obodnikov | C     | 30 agosto 1987    | Azerbaigian          |
| 2  | André Lopes        | S     | 12 settembre 1982 | Portogallo           |
| 3  | Clément Couillet   | C     | 22 aprile 1995    | Francia              |
| 4  | Milan Rasić        | C     | 2 febbraio 1985   | Serbia               |
| 5  | Youssef Krou       | S     | 19 giugno 1989    | Francia              |
| 6  | Corentin Rodolfo   | S     | 5 giugno 1995     | Francia              |
| 7  | Jhon Wendt         | C     | 15 gennaio 1994   | Francia              |
| 8  | Ludovic Castard    | S/O   | 18 gennaio 1983   | Francia              |
| 9  | Dmytro Pašyckyj    | C     | 28 novembre 1987  | Ucraina              |
| 10 | Pascal Ragondet    | L     | 10 agosto 1983    | Francia              |
| 11 | Didier Sali Hilé   | S     | 9 giugno 1991     | Camerun              |
| 12 | Jérémy Audric      | P     | 2 aprile 1986     | Francia              |
| 13 | Pierre Pujol       | P     | 13 luglio 1984    | Francia              |
| 14 | Sotírios Pantaléon | C     | 21 giugno 1980    | Grecia               |
| 15 | Guillaume Samica   | S     | 28 settembre 1981 | Francia              |
| 17 | Jérémie Mouiel     | L     | 4 maggio 1995     | Francia              |
| 19 | Wanderson Campos   | S/O   | 7 febbraio 1989   | Brasile              |